# Kurilsk
Kurilsk (rusky Курильск; japonsky 紗那村, Šana-mura) je správním střediskem oblasti Kurilského distriktu. Leží na ostrově Iturup a žije v něm 2 537 obyvatel a je tak jedním z nejmenších ruských měst.
Několik kilometrů od města se u osady Reidovo nachází přístav, letiště Burevestnik leží 56 km daleko, ze kterého je pravidelné letecké spojení s Južno-Sachalinskem.

## Poloha
Město leží na ostrově Iturup břehu Kurilského zálivu u ústí řeky Kurilky. Okolí města tvoří kopce porostlé lesem, nedaleko se nachází jezero Lebedinoje. Několik kilometrů od Kurilsku se nachází námořní přístav (ve vesnici Kitovoj) a rybářský přístav ve vesnici Reidovo.

## Historie
Osada Sjana (rusky: Сяна) byla založena na konci 18. století ruskými objeviteli na místě domorodé ainské osady Šana, což doslovně přeloženo z ainuištiny znamená "velká vesnice na dolním toku řeky".
Ruská osada byla v roce 1800 bez vyhlášení války obsazena japonskými jednotkami.
18. května 1807 se u pobřeží Iturupu objevila ruská třístěžňová loď Juno pod velením Nikolaje Alexandroviče Chvostova a zaútočila na osadu, kterou před sedmi lety Japonci sebrali Rusům. Obchody byly vypleněny a celá osada Šana (jak ji přejmenovali Japonci) pak byla Rusy vypálena.
Napětí mezi ruskými a japonskými kolonisty vedlo k uzavření Šimodské smlouvy, která v roce 1855 dala jižní část Kuril, včetně Iturupu, pod japonskou svrchovanost.
Pod japonskou svrchovaností Šana zůstala až do konce druhé světové války. Šana byla hlavním správním střediskem celého Iturupu. Když v srpnu 1945 město obsadila Rudá armáda, žilo tam tisíc obyvatel. Ostrov byl anektován SSSR, což Japonsko nikdy neuznalo, a japonské obyvatelstvo bylo vystěhováno do Japonska. V roce 1947 v rámci kampaně za odstranění japonských jmen byla osada Šana přejmenována na Kurilsk a byla povýšena na město.

## Klima
Léto bývá mírné a oblačné. V tomto období hrozí městu tajfuny.

## Hospodářství
Stejně jako jinde na ostrovech tvoří hlavní zdroj obživy rybářský průmysl. Přístavy se nalézají několik kilometrů od Kurilsku, poblíž osad Kitovij a Reidovo. Na ostrově existuje silniční síť spojující obydlená místa. Ke spojení se zbytkem světa slouží lodní spojení s Korsakovem a Južno-Kurilskem, letecké spojení existuje s Južno-Sachalinskem.